# Західне Папуа (провінція)

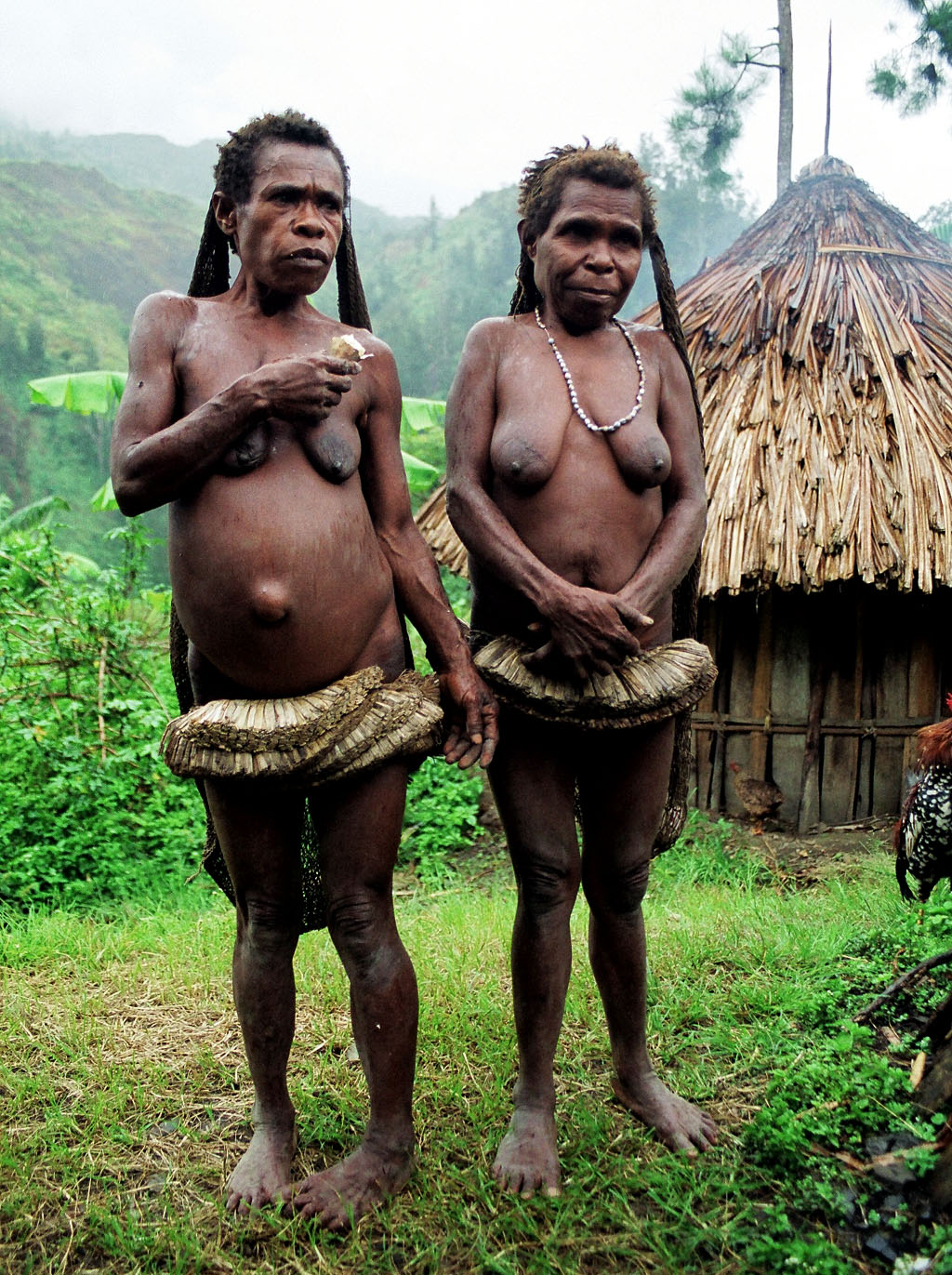
Мешканки Західного Папуа

Західне Папуа (індонез. Papua Barat, колишні Irian Jaya Barat) — провінція в Індонезії на острові Нова Гвінея. Населення — 1 134 068 осіб (2020). Адміністративний центр — місто Манокварі.

## Географія
Провінція включає півострів Чендравасих (півострів Пташиної Голови) та прилеглі острови. По суші межує з провінцією Центральне Папуа.

## Історія
До 7 лютого 2007 провінція називалася Західна Іріан-Джая, і була перейменована у Західне Папуа. Проте потрібні ще додаткові процедури для легалізації нової назви. Провінція утворилася 2003 року внаслідок поділу колишньої провінції Іріан-Джая.

## Населення
Провінцію населяють народи, що говорять на австронезійських (іраруту, кури, біак, вайґео й інші) і папуаських мовах. У тому числі лише тут поширені мови майбратської та східночендравасіхської сімей, а також багато мов західно-папуаської, майрасійської, трансновогвінейської сімей, а також ізоляти абуна, мпур і хатах.

## Адміністративний устрій
Провінція включає 10 округ (kabupaten) і 1 міський муніципалітет (kota) :
| №  | Адм. одиниця           | Територія, км² | населення, осіб (2020) | Адм. центр |
| -- | ---------------------- | -------------- | ---------------------- | ---------- |
| 1  | Округа Раджа-Ампат     | 6084,50        | 64 141                 | Ваісаі     |
| 2  | Соронг (місто)         | 1105,00        | 284 410                | -          |
| 3  | Округа Соронг          | 19 736,25      | 118 679                | Аімас      |
| 4  | Округ Південний Соронг | 16 807,00      | 52 679                 | Темінабуан |
| 5  | Округа Факфак          | 14 320,00      | 85 197                 | Факфак     |
| 6  | Округа Каімана         | 18 500,00      | 62 256                 | Каімана    |
| 7  | Округа Манокварі       | 14 448,50      | 192 663                | Манокварі  |
| 8  | Округа Майбрат         | 13 203,00      | 42 991                 | Кумуркек   |
| 9  | Округа Тамбраув        | 5587,75        | 28 379                 | Феф        |
| 10 | Округа Телук-Бінтуні   | 18 637,00      | 87 033                 | Бінтуні    |
| 11 | Округа Телук-Вондама   | 12 146,62      | 41 664                 | Расіей     |